# Fraszka (skała)
Fraszka – skała w lewych zboczach Doliny Będkowskiej na Wyżynie Krakowsko-Częstochowskiej. Znajduje się w południowej części zwartych skał grupy skał Wielkiej Turni między Murem Skwirczyńskiego i Jebelem. Administracyjnie znajduje się w granicach wsi Bębło w województwie małopolskim, w powiecie krakowskim, w gminie Wielka Wieś
Zbudowana z wapienia Fraszka znajduje się w lesie. Ma połogie, pionowe lub przewieszone ściany o wysokości 10 m.

## Drogi wspinaczkowe
Przez wspinaczy skalnych opisywana jest w Grupie Wielkiej Turni. Na jej ścianach jest 5 dróg wspinaczkowych o trudności od III do VI w skali trudności Kurtyki. Większość dróg ma stałe punkty asekuracyjne: ringi (r) i stanowiska zjazdowe (st).
Fraszka I

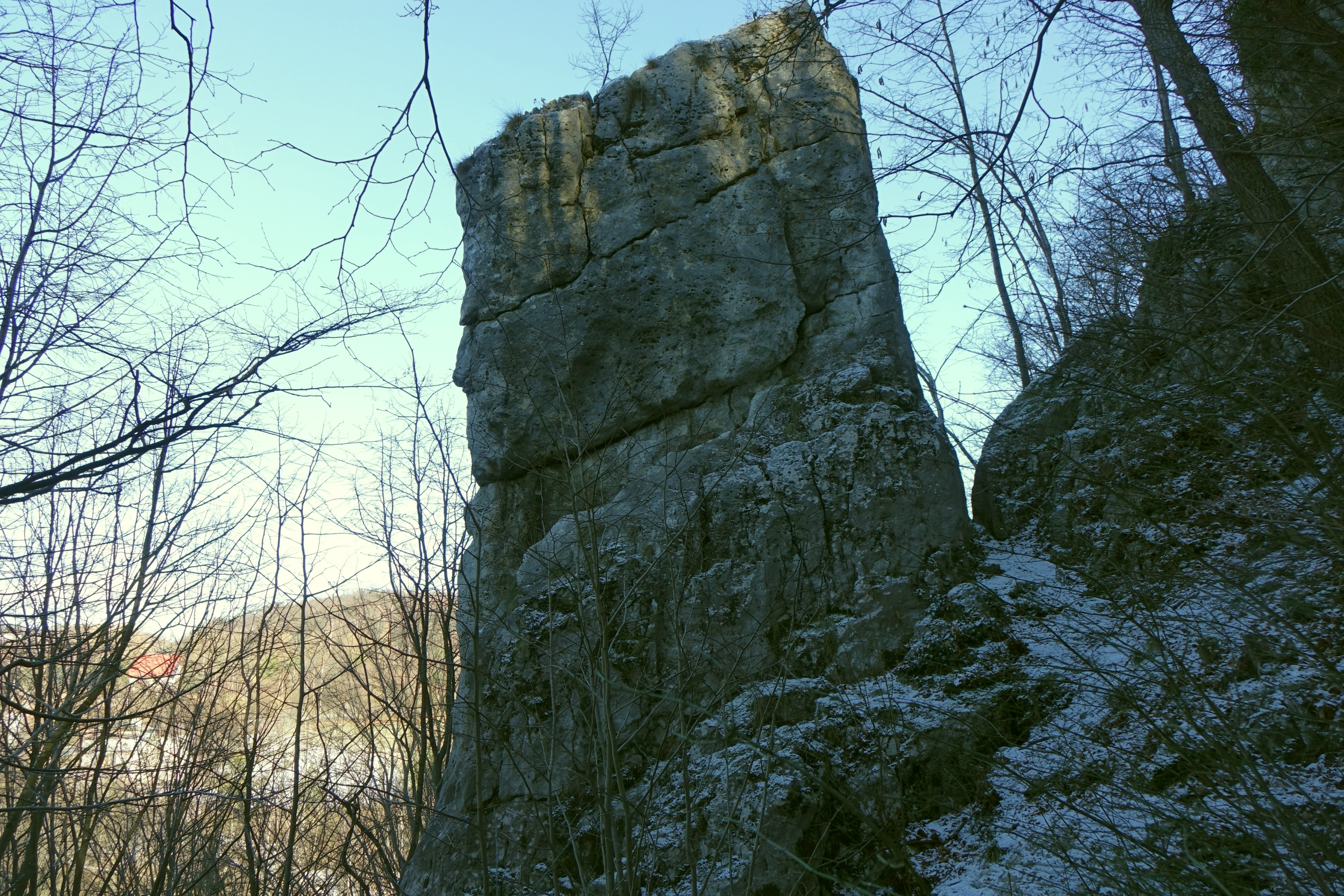
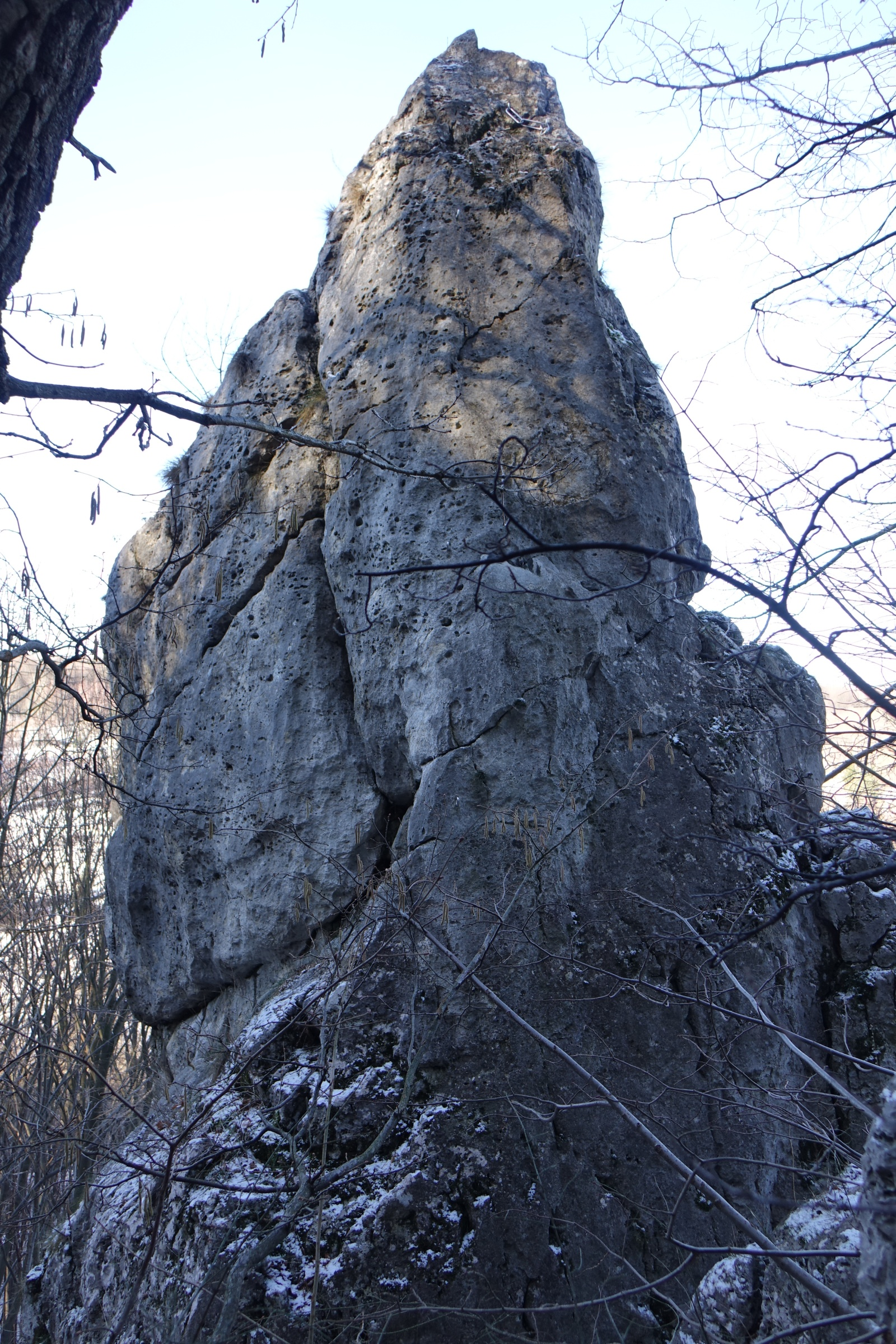
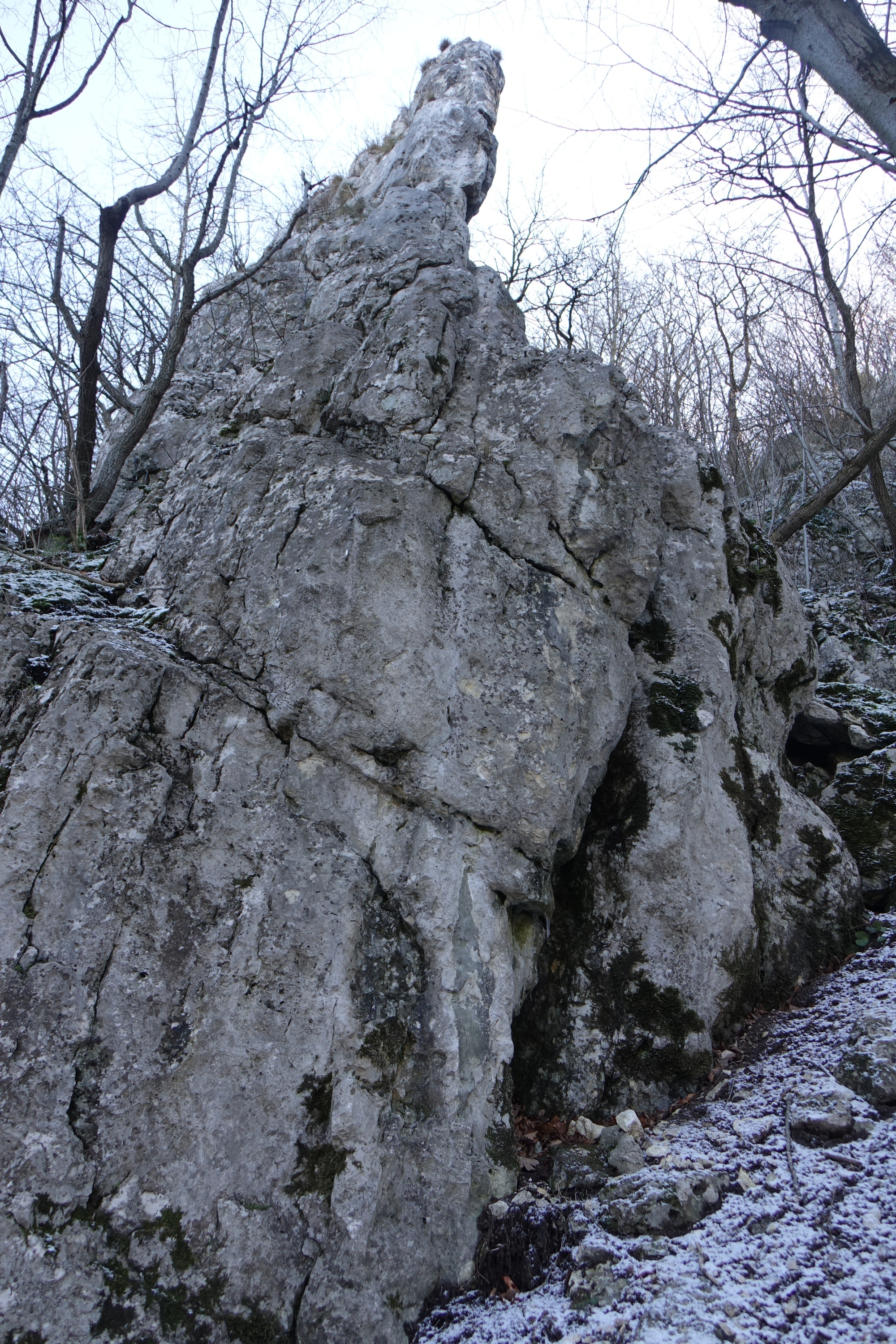
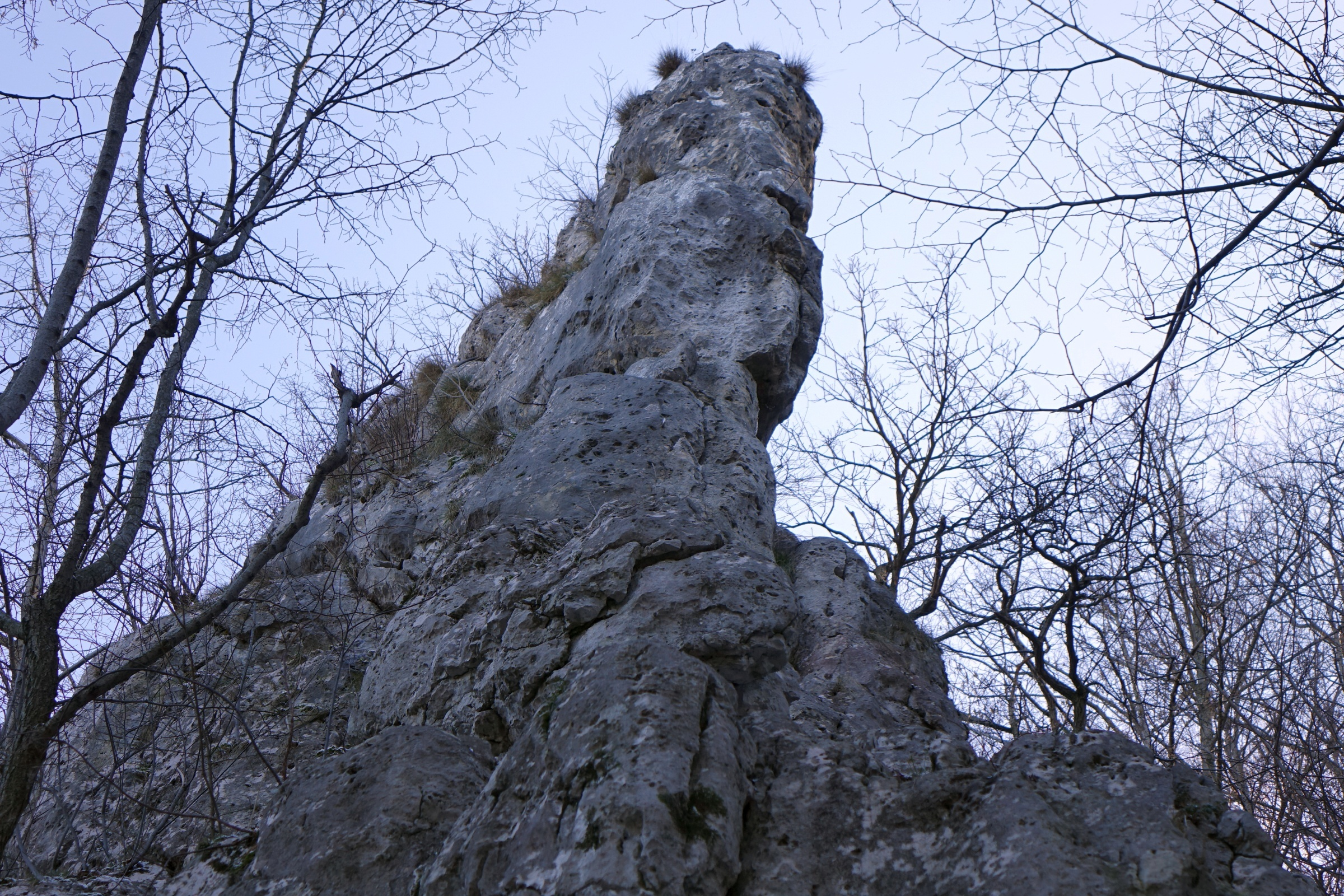

1. Nie odstawiaj lipy; V+, 5r + st, 14 m

Fraszka II
1. Kornaś-Dobrzański; VI, 3r + st, 10 m
2. Metraż; V+, st
3. Skwirczyński nieznany; IV, st, 10 m
4. Zejściowa; III, st[3].